# 潘家湾土家族乡
潘家湾土家族乡是中华人民共和国湖北省宜昌市宜都市下辖的一个民族乡。

## 行政区划
潘家湾土家族乡下辖以下村级行政区划单位：
潘家湾社区、望洲坪村、梁山村、吕家坳村、杉木坑村、南冲村、栗树垴村、潘家湾村、沈家冲村和将军山村。